# RAD140
RAD140 (Testolone/Testolona) es un modulador selectivo del receptor de andrógenos (SARM) no esteroideo en investigación, desarrollado como un posible sustituto de la [TRT] terapia de reemplazo exógena de la testosterona, sin tener ningún efecto secundario sobre un individuo tales como la ginecomastia o pérdida de cuero cabelludo debido al uso de esteroides. A parte, algunos de los beneficios que se investigan son para el tratamiento de afecciones tales como pérdida muscular músculo pérdida de densidad ósea (Osteoporosis), causada por cáncer de mama, RAD140 está actualmente en desarrollo por Radius Health, Inc . (RDUS).
A principios de 2020, se publicó un informe de un caso de lesión hepática inducida por fármacos después del uso de RAD 140. Este informe (junto con otro informe de un caso de lesión hepática causada por un SARM) ha reavivado los temores sobre la seguridad de los SARM que se utilizan sin supervisión o asesoramiento médico, incluido RAD 140. RAD 140 todavía está en la primera etapa de ensayos clínicos con los resultados esperados a fines de 2020. Cuando se publiquen, estos ensayos compartirán la seguridad, la toxicidad y posibles efectos adversos de RAD 140.

## Estudios Animales
Según un estudio realizado por investigadores de la Universidad del Sur de California, Los Ángeles, RAD 140 parece ser más seguro que la terapia de reemplazo de testosterona (TRT) en ratas. Se requiere más investigación para determinar si RAD 140 también es más seguro que TRT en sujetos humanos.
Otro estudio realizado en febrero de 2011 encontró que RAD 140 (Testolone) aumentó ligeramente la masa muscular magra cuando se usaba en primates, al apuntar a los receptores de andrógenos en el tejido esquelético. Sin embargo, nada de este aumento medido en el músculo magro fue estadísticamente significativo.